# Iglesia de San Juan Bautista (Tales)

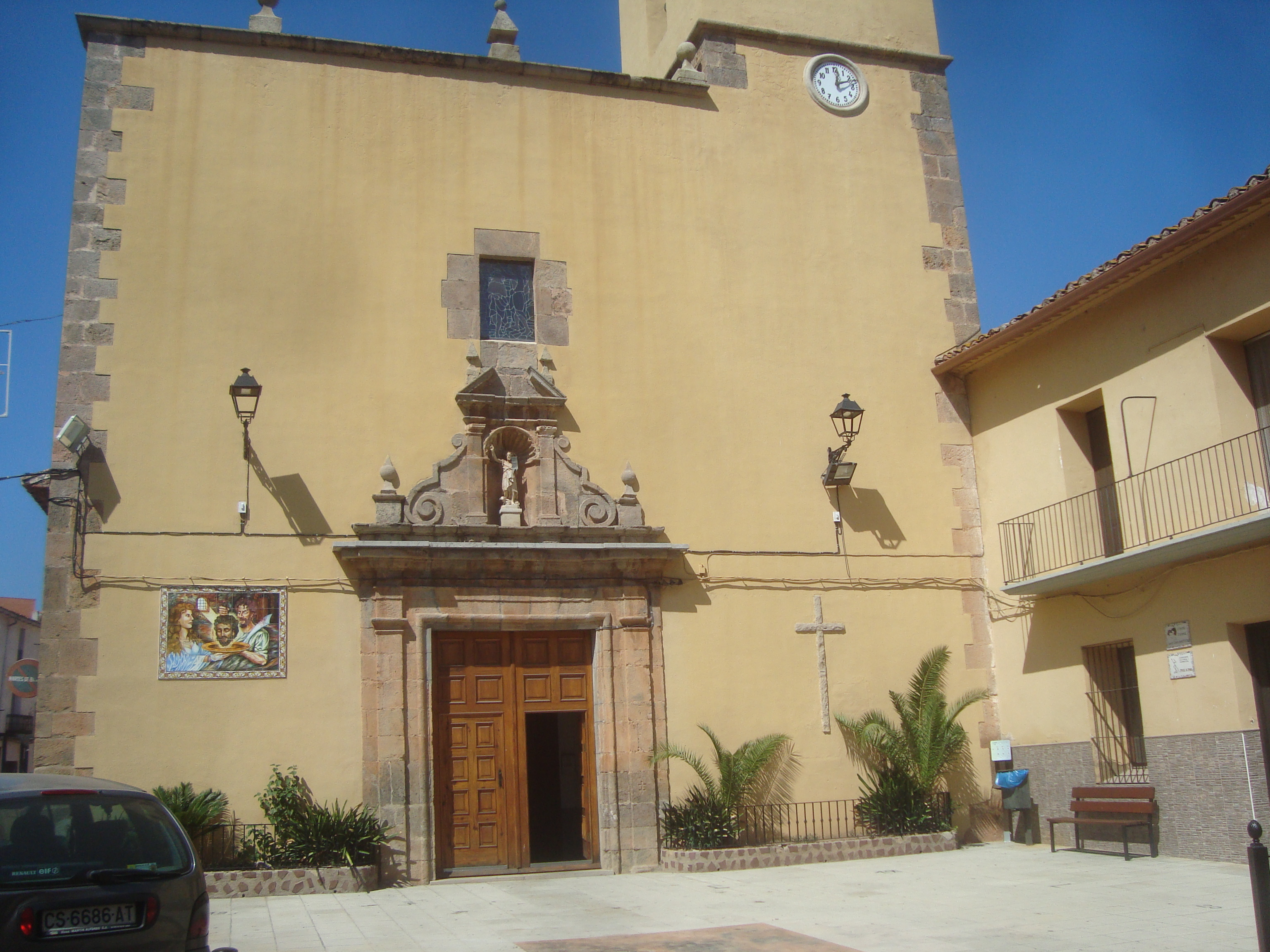
Iglesia parroquial

La Iglesia Parroquial de San Juan Bautista, en Tales, Plana Baja, es un lugar de culto católico catalogado de manera genérica, Bien de Relevancia Local según la Disposición Adicional Quinta de la Ley 5/2007, de 9 de febrero, de la Generalidad Valenciana, de modificación de la Ley 4/1998, de 11 de junio, del Patrimonio Cultural Valenciano (DOCV Núm. 5.449 / 13/02/2007), con código de identificación: 12.06.109-002.
Se ubica en la C/ Larga, 2, del mentado municipio y data la fachada y la Capilla principal del siglo XVIII, mientras que el resto del edificio fue reconstruido en el siglo XIX.
Pertenece al arciprestazgo de San Juan Bautista en la Diócesis de Segorbe-Castellón.